# Аллоссери, Жан-Пьер
Жан-Пьер Аллоссери (фр. Jean-Pierre Allossery) — французский политик, бывший депутат Национального собрания Франции, экс-мэр города Азбрук.
Родился 31 июля 1945 г. в Азбруке. В 2008 году стал мэром Азбрука, с 2011 года является вице-президентом Генерального совета департамента Нор.  На выборах в Национальное собрание 2012 г. стал кандидатом социалистов по 15-му избирательному округу департамента Нор и одержал победу, получив 52,13 % голосов.

## Занимаемые выборные должности
28.03.2004 — 14.07.2012 — член Генерального совета департамента Нор от кантона Азбрук-Нор 

17.03.2008 — 30.03.2014 — мэр Азбрука 

27.03.2011 — 14.07.2012 — вице-президент Генерального совета департамента Нор

18.06.2012 — 20.06.2017— депутат Национального собрания Франции от 15-го избирательного округа департамента Нор 

01.04.2014 — 14.03.2020 — член городского совета Азбрука 